# Murayama Crests
Die Murayama Crests eine Gruppe von etwa vier bis zu 2020 m hohen Berggipfeln oder Nunatakkern in der antarktischen Ross Dependency. In den Cook Mountains ragen sie 6 km nordnordöstlich des Kanak Peak auf.
Das Advisory Committee on Antarctic Names benannte sie 2001 nach dem japanischen Geochemiker Haruta Murayama von der Staatlichen Universität Yokohama, der von 1981 bis 1982 an Untersuchungen in den Antarktischen Trockentälern beteiligt war.